# Падемелон
Падемелон (Thylogale) — рід дрібних сумчастих з родини Кенгурові (Macropodidae).

## Назва
Назва "падемелон" походить від слова "паддималла". На мові аборигенів це означає вид кенгуру з особливим смаком. Голландці його відкрили у XVII ст. Перші англійські колоністи, які мешкали біля сучасного Сіднея полювали й харчувалися саме падемелонами. Етимологія: грец. θύλακος — «сумка», грец. γαλῆ — «ласиця».

## Опис
Довжина тулуба 29-67 см, вага - від 2 до 12 кг, довжина хвоста - 25-51 см. Хвіст у падемелона короткий та товстий. Хутро червоно-коричнувате зверху та сіро-коричнувате знизу. Воно жорсткіше ніж у інших валлабі.

## Спосіб життя

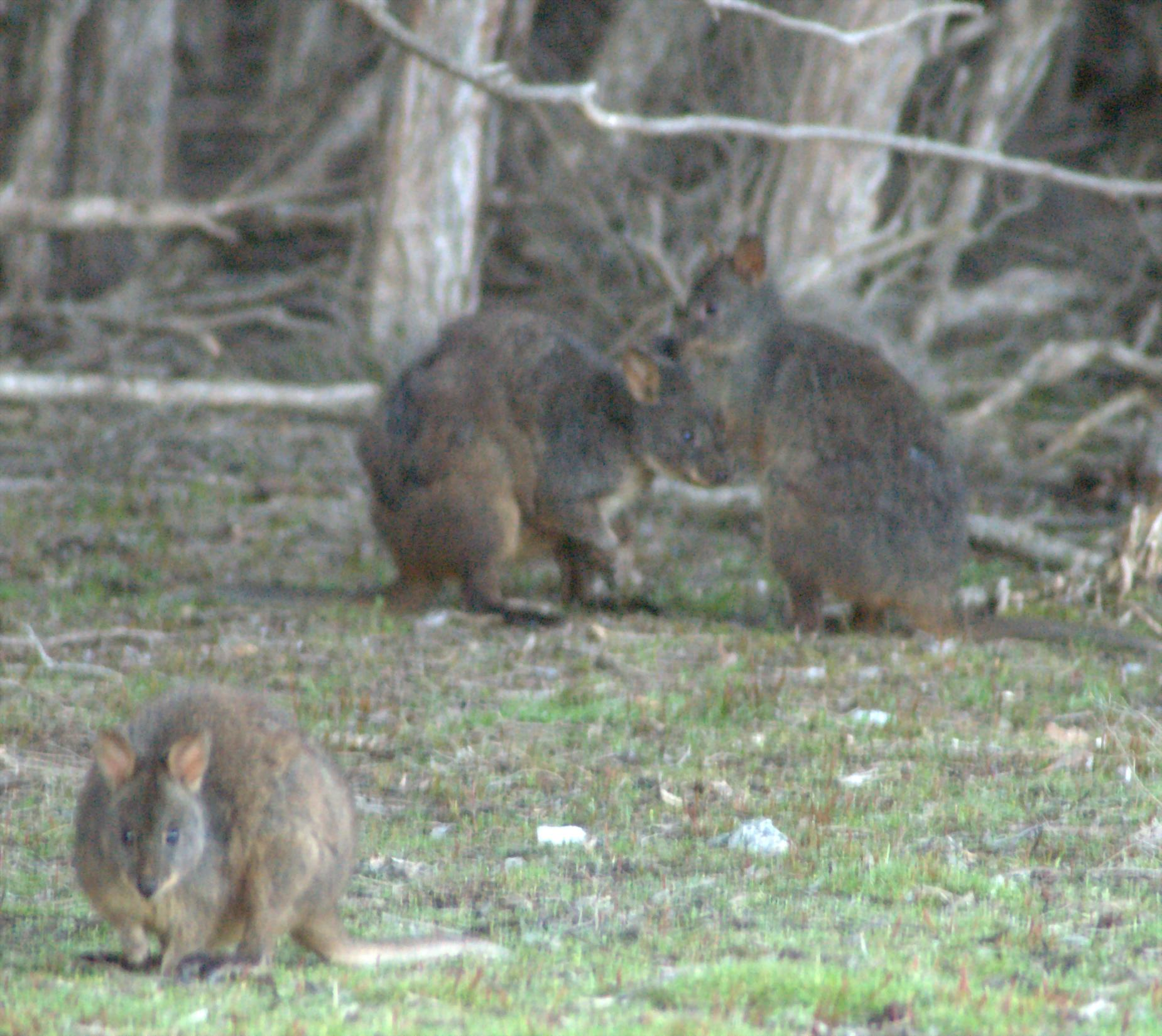
Падемелон тасманський. Пара на другому плані вступає у шлюб

Живуть у хащах чагарників або густому підліску. Харчуюються травою. У падемелонів народжується одне дитинча.

## Розповсюдження
Живуть в Австралії (Квінсленд, Новий Південний Уельс), на островах Нова Гвінея та Тасманія.

## Стосунки з людиною
Сьогодні падемелонів залишилося не дуже багато, вони знаходяться під охороною. Втім, інколи ведеться полювання на них там, де ці тварини занадто розмножуються.

## Види
- Падемелон тасманійський (Thylogale billardierii)
- Падемелон Брауна (Thylogale browni)
- Падемелон імлистий (Thylogale brunii)
- Падемелон Калабі (Thylogale calabyi)
- Падемелон гірський (Thylogale lanatus)
- Падемелон червононогий (Thylogale stigmatica)
- Падемелон червоношиїй (Thylogale thetis)
- †Thylogale christenseni
- †Thylogale ignis